# Torre di Ligny
La torre di Ligny (Turrignì in siciliano) è un'antica torre costiera situata all'estremità occidentale della città di Trapani, nel mar Tirreno.

## Storia
Fu eretta nel 1671 su ordine del capitano generale del Regno di Sicilia Claude Lamoral, principe di Ligne, durante la dominazione spagnola della Sicilia, sugli scogli che formano la prosecuzione della stretta lingua di terra della città antica, chiamata anticamente Pietra Palazzo. Fu eretta a difesa della città dalle incursioni dei corsari barbareschi. Nel 1806 fu reso praticabile il passaggio che la collegava con la terra. Fino al 1861 erano installati dei cannoni sul tetto. Durante la seconda guerra mondiale fu usata dalla Regia Marina come postazione antiaerea.

## Descrizione
Costruita su progetto di Carlos De Grunembergh. La torre quadrangolare, che si restringe verso l'alto, fu munita di quattro garitte in muratura e anticamente provvista di fanali. Fu restaurata nel 1979.
Al sui interno, nel 1983 fu istituito il Museo di Preistoria e il Museo del Mare dal prof. Francesco Torre, poi denominato Museo civico Torre di Ligny, con al piano terra reperti preistorici e una sala archeologica marina. La Torre di Ligny si propone ai visitatori nella sua splendida veste di torre di deputazione, totalmente restaurata al suo interno.

## Galleria d'immagini

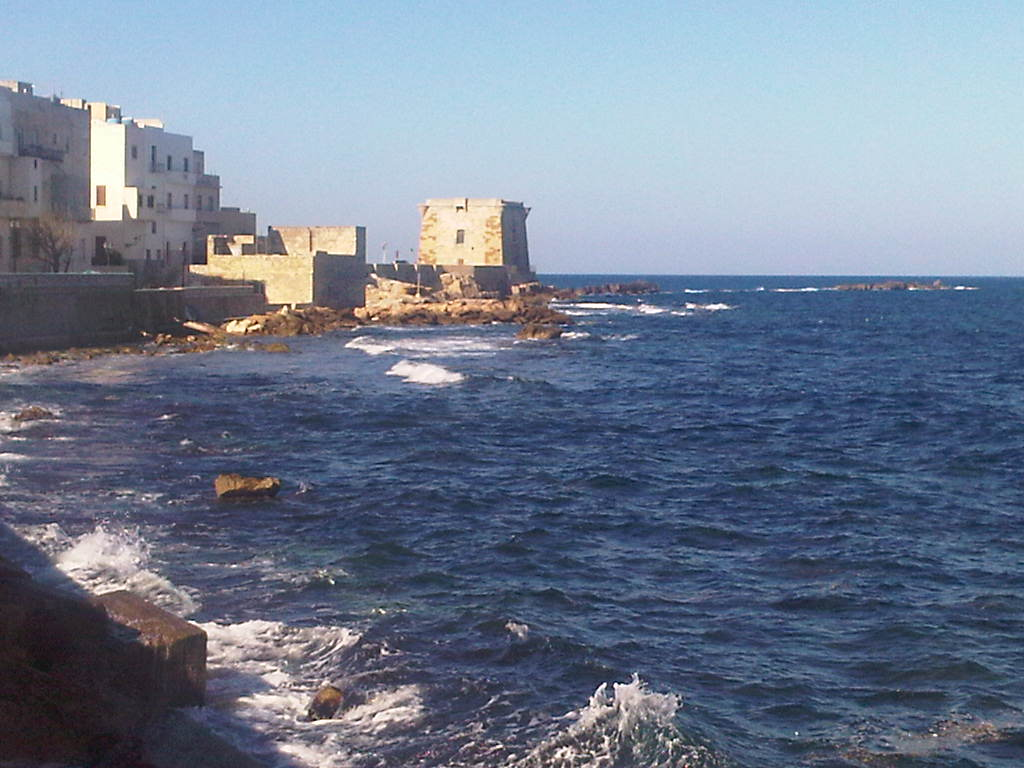
Vista dalle mura di Tramontana
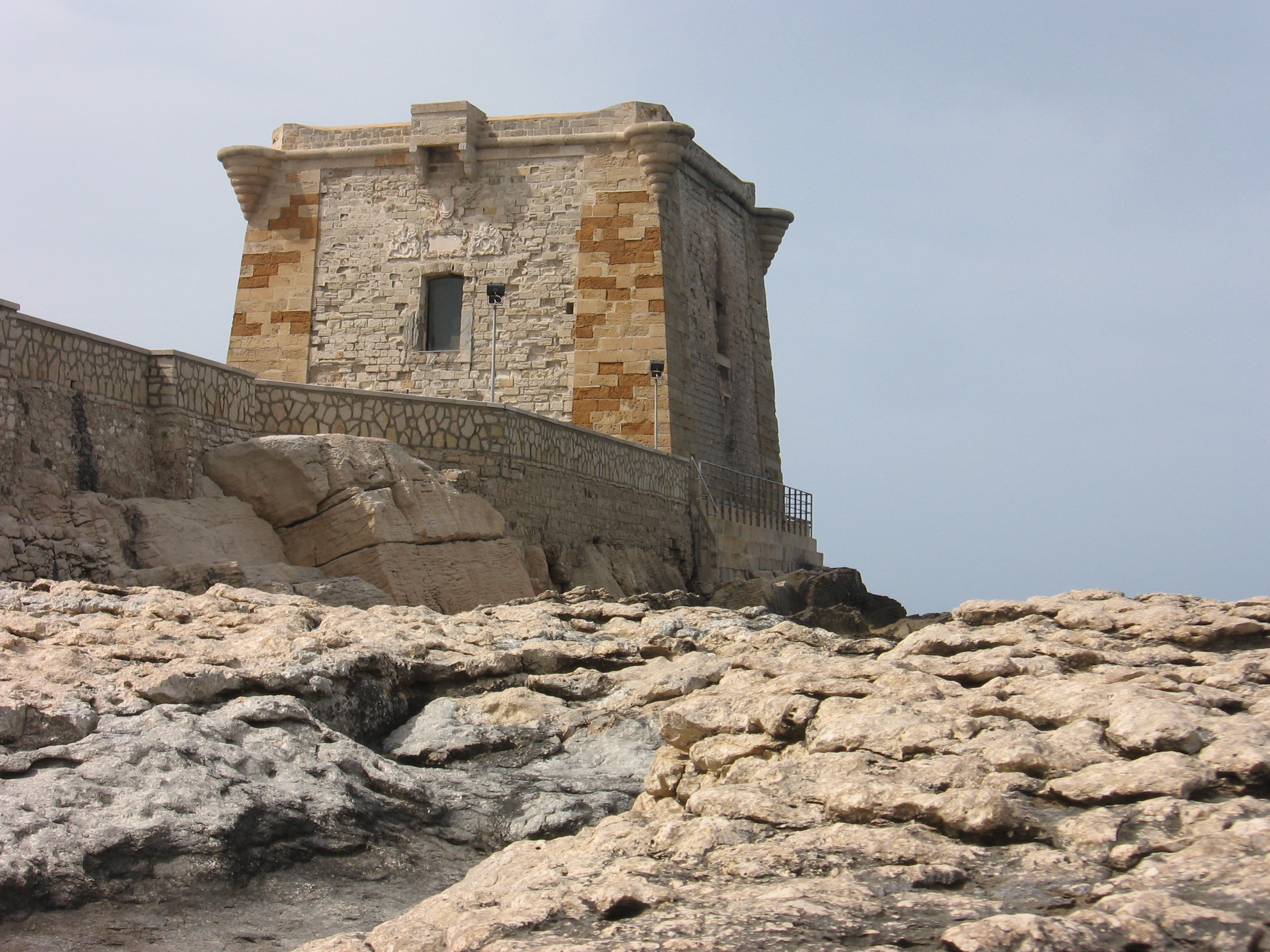
Primo piano della fortezza
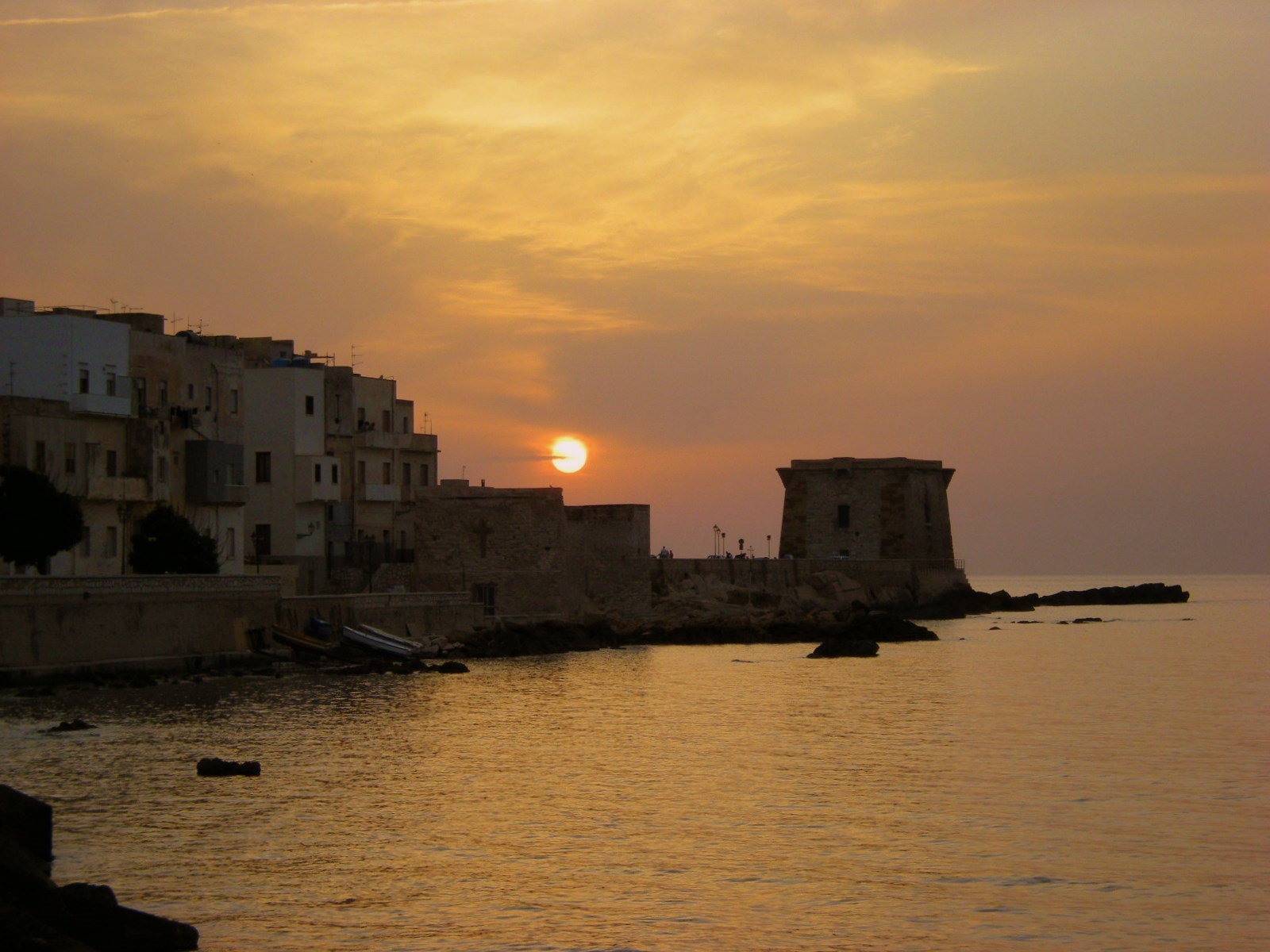
Vista al tramonto
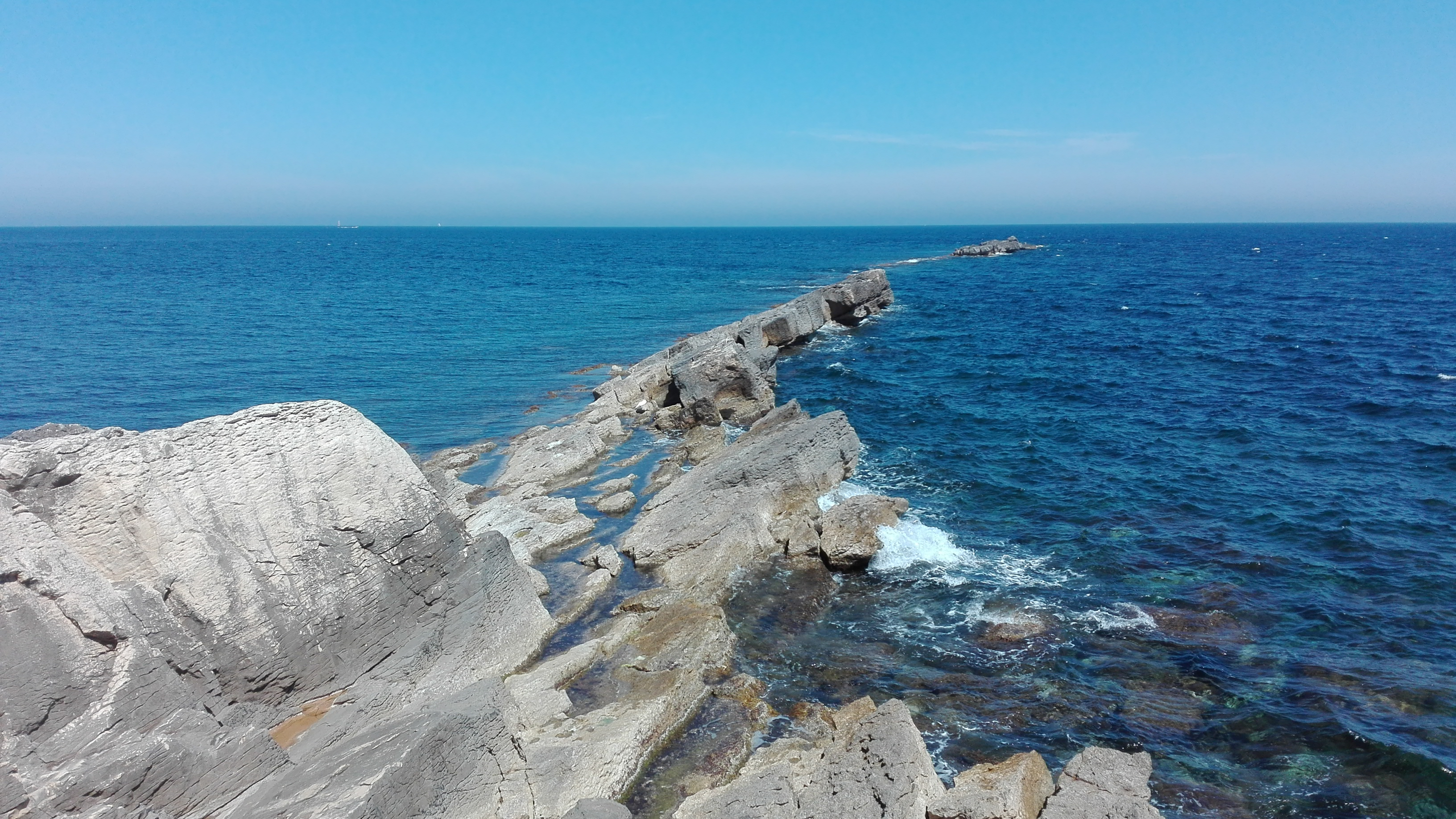
Punta Ligny, gli scogli dietro la torre